# Yulong
För andra betydelser, se Yulong (olika betydelser).
Yulong är ett autonomt härad för nakhi-folket som lyder under Lijiangs stad på prefekturnivå i Yunnan-provinsen i sydvästra Kina, omkring 310 kilometer nordväst om provinshuvudstaden Kunming. Före den 26 december 2002 hade det autonoma häradet namnet Lijiang, identiskt med den överordnade enheten Lijiang, som vid samma tidpunkt ändrade organisationsform från prefektur till stad på prefekturnivå.